# Alfonso Rodríguez de Sadia
Alfonso Rodríguez de Sadia Lombardero, nacido el 23 de diciembre de 1965 en Madrid, es un gimnasta español retirado que compitió en la disciplina de gimnasia artística. Participó en tres ediciones de los Juegos Olímpicos: Los Ángeles 1984, Seúl 1988 y Barcelona 1992. Su mejor actuación la logró en Barcelona, donde finalizó en la 16.ª plaza en el concurso individual.